# Sagid Magomedowitsch Murtasalijew
Sagid Magomedowitsch Murtasalijew (russisch Сагид Магомедович Муртазалиев; * 11. März 1974 in Kisljar, Dagestanische ASSR) ist ein ehemaliger dagestanischer Ringer, der für die Sowjetunion, die GUS, die Ukraine und Russland startete.

## Werdegang
Sagid Murtasalijew wuchs in Kisljar in der Nähe von Machatschkala, der Hauptstadt von Dagestan, auf und begann dort 1988 mit dem Ringen. Später wurde er Mitglied von „Dynamo“ Machatschkala und von Trainer Iman Mursar Alijew zu einem hervorragenden Freistilringer ausgebildet. Ein weiterer Trainer, dem er viel zu verdanken hatte, war D. Mindoraschwili. Bereits mit 16 Jahren gewann er, für die Sowjetunion startend, bei einem internationalen Ringerturnier in Toledo/USA die Weltergewichtsklasse. Bei den Junioren-Weltmeisterschaften 1992 in Cali/Kolumbien belegte er, für die GUS startend, in der Klasse bis 81 kg Körpergewicht aber nur den 4. Platz.
Im Jahr 1995 debütierte er bei der Europameisterschaft in Freiburg im Üechtland/Schweiz, für die Ukraine startend, bei den Senioren. Er startete im Halbschwergewicht und musste in einer Vorrunde von Macharbek Chadarzew, dem vielfachen Weltmeister und Olympiasieger eine Punktniederlage (1:5) einstecken, besiegte im Kampf um die Bronzemedaille aber den routinierten Jozef Lohyňa aus Tschechien. Bei der Weltmeisterschaft des gleichen Jahres in Atlanta war er nicht so erfolgreich wie in Freiburg i. Ü. und kam nur auf den 7. Platz.
Die gleichen Platzierungen wie 1995 erreichte Sagid auch im Olympiajahr 1996. Zunächst belegte er bei der Europameisterschaft in Budapest wieder den 3. Platz, wobei er im Halbfinale dem Deutschen Heiko Balz unterlegen war und dann kam er bei den Olympischen Spielen in Atlanta nur auf den für ihn enttäuschenden 7. Platz. Bei dieser Veranstaltung hatte er in einem Vorrundenkampf den deutschen Exweltmeister Arawat Sabejew, der später die Bronzemedaille gewann, klar mit 13:3 Punkten besiegt.
Da Sagid mit seinen Trainingsbedingungen nicht mehr zufrieden war, wechselte er, der bis 1996 für die Ukraine gestartet war, den Verband und trat in den russischen ein. Dort wurde der erfolgreiche Georgier Dmitri Mindiaschwili sein Trainer. Wie sich später zeigen sollte, zeigte diese Zusammenarbeit für Sagid noch große Erfolge.
Zunächst pausierte er 1997 bei internationalen Meisterschaften, kehrte aber 1998 stärker als je zuvor auf die internationale Ringermatte zurück. 1998 kam er zwar noch zu keinem Einsatz bei einer internationalen Meisterschaft, weil in Russland Kuramagomed Kuramagomedow die Halbschwergewichtsklasse dominierte, gewann aber schon einige internationale Ringerturniere.
1999 wurde er aber dann Weltmeister in Ankara und im Jahr 2000 mit einem 4:1-Finalsieg über Arawat Sabejew Europameister in Budapest und, als Krönung seiner Laufbahn, Olympiasieger in Sydney, jeweils im Halbschwergewicht.
Im Januar 2002 wurde Sagid Murtasalijew in Machatschkala beim Verlassen einer Bar mit seinen Ringerkameraden Raswan Magomedow und Mondi Bykajew von Kriminellen niedergeschossen. Während Bykaew auf der Stelle tot war, kamen Sagid Murtasalijew und Raswan Magomedow schwerverletzt mit dem Leben davon.
Die Ringerlaufbahn von Sagid Murtasalijew, der einen Abschluss des dagestanischen pädagogischen Instituts vorzuweisen hat, war damit beendet. Er wandte sich der Politik zu und ist jetzt Abgeordneter im Parlament von Dagestan für das Gebiet Kislarski.
Die Ergebnisse der internationalen Meisterschaften und einiger anderer Turniere, an denen Sagid teilnahm, sind aus dem folgenden Abschnitt zu ersehen.

### Internationale Erfolge
(alle Wettkämpfe im freien Stil, OS = Olympische Spiele, WM = Weltmeisterschaft, EM = Europameisterschaft, Weltergewicht, damals bis 74 kg Körpergewicht, Halbschwergewicht, bis 1996 bis 90 kg und ab 1997 bis 97 kg, ab 2002 bis 96 kg Körpergewicht, S = Schwergewicht, bis 1996 bis 100 kg Körpergewicht)
| Jahr | Platz | Wettbewerb                            | Gew.-Kl.                | |
| 1990 | 1.    | World-Cup-Turnier in Toledo/USA       | Welter                  | vor Fevzi Seker, Türkei, Rob Koll, USA und Ed Sernoski, Kanada |
| 1992 | 4.    | Junioren-WM in Cali/Kolumbien         | bis 81 kg Körpergewicht | hinter Osman Albayrak, Türkei, Aldin Kassabow, Bulgarien und Gajbir Singh, Indien                                                                                     |
| 1995 | 3.    | EM in Freiburg im Üechtland/Schweiz   | Halbschwer              | hinter Macharbek Chadarzew, Russland und Eldari Luka Kurtanidse, Georgien und vor Jozef Lohyňa, Tschechien, Ričardas Pauliukonis, Litauen und Robert Kostecki, Polen  |
| 1995 | 7.    | WM in Atlanta                         | Halbschwer              | hinter Rasoul Khadem, Iran, Chadarzew, Melvin Douglas, USA, Bajanmönchiin Gantogtoch, Mongolei, Tatsuo Kawei, Japan und Lohyňa                                        |
| 1996 | 3.    | EM in Budapest                        | Halbschwer              | hinter Kurtanidse und Heiko Balz, Deutschland und vor Kostecki, Kalojan Bajew, Bulgarien und Chadarzew                                                                |
| 1996 | 7.    | OS in Atlanta                         | Schwer                  | hinter Kurt Angle, USA, Abbas Jadidi, Iran, Arawat Sabejew, Deutschland, Sjarhej Kawaleuski, Belarus, Marek Garmulewicz, Polen und Konstantin Alexandrow, Kirgisistan |
| 1998 | 1.    | FILA-Test-Turnier in Clermont-Ferrand | Halbschwer              | vor Nikolai Telegin, Russland, Mohsen Shafiei, Iran und William Rombouts, Frankreich                                                                                  |
| 1998 | 1.    | Goodwill-Games in New York            | Halbschwer              | vor Melvin Douglas, USA, Kaşif Çakıroğlu, Türkei und Abbas Jadidi, Iran                                                                                               |
| 1999 | 1.    | WM in Ankara                          | Halbschwer              | vor Alireza Heidari, Iran, Garmulewicz, Aftandil Xanthopoulos, Griechenland, Çakıroğlu und Kurtanidse                                                                 |
| 2000 | 1.    | EM in Budapest                        | Halbschwer              | vor Arawat Sabejew, Wadym Tassoew, Ukraine, Xanthopoulos, Georgi Torchinawa, Niederlande und Krassimir Kotschew, Bulgarien                                            |
| 2000 | Gold  | OS in Sydney                          | Halbschwer              | vor Islam Bajramukow, Kasachstan, Kurtanidse, Garmulewicz, Xanthopoulos und Heidari                                                                                   |